# Rajas
Rajas of Rajoguna (Sanskriet रजोगुण ) is in de Indiase filosofie een van de drie guna's of hoedanigheden van de natuur, en duidt de dynamische eigenschap der dingen aan. Deze guna wordt geassocieerd met de kleur rood. Als adjectief wordt in het Nederlands de term rajasisch gebruikt.
Rajas in overdosis wordt ook geassocieerd met vuur, passie, opwinding, actie en transformatie.